# 東京セサミプレイス
東京セサミプレイス（とうきょうセサミプレイス）は、1990年から2006年まで東京都あきる野市に存在したテーマパークである。東京サマーランドの敷地内に設置されたテーマパークで、駐車場はサマーランドとの共用であった。夏季と冬季に駐車場でドライブインシアターが行われていた。

## 概要
幼児向けの人気TV番組、セサミストリートの教育理念を採り入れた、アメリカ合衆国ペンシルベニア州のセサミプレイスを日本に導入したもので、参加体験型の国際性に富んだパークとしてオープンした。しかし、事業環境の変化により2006年12月31日で閉鎖された。